# Корнер-Брук
Корнер-Брук (англ. Corner Brook) — город на острове Ньюфаундленд в канадской провинции Ньюфаундленд и Лабрадор.

## География и климат
Город расположен на западе острова, на берегу залива Бей-оф-Айлендс в устье реки Хамбер. На территории города проживает 20083 человек, с пригородами — около 26 тысяч.
В городе Корнер-Брук умеренно-холодный климат. По классификации Кёппена — влажный континентальный климат (индекс Dfb) с тёплым летом и равномерным увлажнением в течение года. Климатическое лето продолжается с начала июля до конца августа.
| Показатель                    | Янв. | Фев.  | Март | Апр. | Май  | Июнь | Июль | Авг. | Сен. | Окт. | Нояб. | Дек. | Год  |
| ----------------------------- | ---- | ----- | ---- | ---- | ---- | ---- | ---- | ---- | ---- | ---- | ----- | ---- | ---- |
| Средний максимум, °C          | −2,2 | −2,8  | 0,5  | 6,0  | 11,8 | 17,4 | 21,7 | 20,7 | 16,1 | 10,2 | 5,4   | 0,2  | 8,9  |
| Средняя температура, °C       | −5,8 | −7    | −3,5 | 2,1  | 7,2  | 12,6 | 17,1 | 16,3 | 11,8 | 6,6  | 2,5   | −2,8 | 4,8  |
| Средний минимум, °C           | −9,3 | −11,1 | −7,5 | −1,8 | 2,7  | 7,9  | 12,5 | 12,0 | 7,6  | 3,1  | −0,3  | −5,7 | 1,1  |
| Норма осадков, мм             | 127  | 91    | 79   | 61   | 69   | 86   | 83   | 103  | 96   | 108  | 124   | 131  | 1158 |
| Источник: Климат Корнер-Брука |      |       |      |      |      |      |      |      |      |      |       |      |      |

## История
Территория современного Корнер-Брука известна тем, что летом 1767 года её исследовал сам Джеймс Кук. В 1956 году был основан сам Корнер-Брук. В 1960-е гг. здесь был основан целлюлозно-бумажный комбинат. В 1999 году Корнер-Брук наряду с несколькими соседними городами был местом Канадских Игр.